# Chapelle Sainte-Anne de Buléon
La chapelle Sainte-Anne est située au lieu-dit « Sainte-Anne », sur la commune de Buléon, dans le Morbihan.

## Historique
La nef du XVe siècle constitue la partie la plus ancienne de l'édifice.
La chapelle a été restaurée en partie en 1881. 
Elle fait l’objet d’une inscription au titre des monuments historiques depuis le 25 septembre 1925.

## Architecture
La porte Sud de la chapelle s'ouvre sur un arc en accolade avec choux et crochets. Le chœur communique avec les chapelles Sud et Nord par une double arcade en plein cintre, portée sur des colonnes engagées. L'autel et le retable de la Crucifixion, sont construits en granit polychrome.